# تشوي بو-كيونغ
تشوي بو-كيونغ (الكورية: 최보경) هو لاعب كرة قدم كوري جنوبي في مركز الدفاع، ولد في 12 أبريل 1988 في جوانج يانج في كوريا الجنوبية. لعب مع أولسان هيونداي وجونبك هيونداي موتورز.

## وصلات خارجية
- تشوي بو-كيونغ على موقع دوري كوريا الجنوبية (الإنجليزية)
- تشوي بو-كيونغ على موقع قاعدة بيانات كرة القدم.إي يو (الإنجليزية)
- تشوي بو-كيونغ على موقع Soccerway.com (الإنجليزية)